# Teresa Musco
Teresa Musco (ur. 7 czerwca 1943 w Caiazzo, zm. 19 sierpnia 1976) – włoska sprzątaczka, opiekunka do dzieci, mistyczka i stygmatyczka.

## Życiorys
Pochodziła z bardzo ubogiej rodziny chłopskiej i od najmłodszych lat musiała pracować na roli. Z uwagi na jej słabą kondycję fizyczną, powodującą małą przydatność w gospodarstwie i silne zainteresowania religijne, jej ojciec, Salvatore, stosował wobec niej przemoc fizyczną i psychiczną. Jako dziecko mówiła o doświadczeniach religijnych – widzeniach Matki Bożej, Anioła Stróża, czy przyjmowaniu komunii z rąk samego Jezusa. Mając dziewięć lat zaczęła poważnie chorować – złamała rękę, miała zapalenie płuc, zatok i wyrostka robaczkowego, które wywołało zapalenie otrzewnej. W 1955 zaczęło jej puchnąć prawe kolano i od tego czasu utykała. Ostatecznie zapadła na niewyjaśnioną chorobę z wysokimi gorączkami, która była przyczyną 117 interwencji chirurgicznych do końca jej życia (większość w szpitalu Cardavelli w Neapolu). Jej ojciec próbował względem niej egzorcyzmów, które okazały się nieskuteczne. W wieku kilkunastu lat poznała partnera, Tonina, za którego planowała wyjść za mąż. Matka Boża przepowiedziała w jednym z widzeń jego śmierć w wypadku, co wkrótce się zdarzyło w okolicznościach i czasie podanych podczas widzenia. Wydarzenia te spowodowały, że spontanicznie złożyła ślub czystości. W 1968 odbyła pielgrzymkę do Lourdes, po której jej stan zdrowia uległ poprawie. Przeprowadziła się wówczas do Caserty, gdzie pracowała jako sprzątaczka i opiekunka do dzieci. W mieście tym pozostała przez następnych osiem lat.
25 października 1968 otrzymała stygmaty na dłoniach obserwowane przez świadków (już wcześniej miała podobne symptomy w formie sińców na dłoniach). Całkowitą stygmatyzację otrzymała 31 października 1968: rany na dłoniach i stopach, w boku (wszystkie na wylot), ślady korony cierniowej i biczowania. Stygmaty były licznie utrwalane fotograficznie. Ustały w 1970, by pojawić się ponownie w 1971. Podczas ekstaz Męki Pańskiej, według świadków, mówiła w nieznanym jej języku aramejskim, a także rozsiewała wokół siebie zapach kwiatów.
Od 1955 pisała pamiętnik (ostatecznie w objętości 2600 stron), na podstawie którego w 1979 o. Gabriele Roschini napisał jej biografię zatytułowaną Teresa Musco. Crocefissa col Crocefisso.